# Panipat Taraf Ansar
Panipat Taraf Ansar is een census town in het district Panipat van de Indiase staat Haryana. 

## Demografie
Volgens de Indiase volkstelling van 2001 wonen er 31204 mensen in Panipat Taraf Ansar, waarvan 55% mannelijk en 45% vrouwelijk is. De plaats heeft een alfabetiseringsgraad van 58%. 